# Anatolij Bondarčuk
Anatolij Bondarčuk (rusky Анатолий Павлович Бондарчук * 31. května 1940 Starokosťantyniv) je bývalý sovětský atlet specializující se na hod kladivem, olympijský vítěz a mistr Evropy.
Prvním jeho úspěchem na mezinárodní kladivářské scéně bylo vítězství na evropském šampionátu v Athénách v roce 1969. O dva roky později na dalším mistrovství Evropy v Helsinkách skončil třetí. Jeho největším vítězství bylo vítězství na olympiádě v Mnichově v roce 1972. Na olympiádě v Montrealu v roce 1976 vybojoval bronzovou medaili. Dvakrát vytvořil světový rekord v hodu kladivem, byl prvním kladivářem, který překonal hranici 75 metrů.

Po skončení aktivní sportovní kariéry měl úspěch rovněž jako trenér, mezi jeho svěřence patřil mimo jiné Jurij Sedych.